# Amt Eicklingen

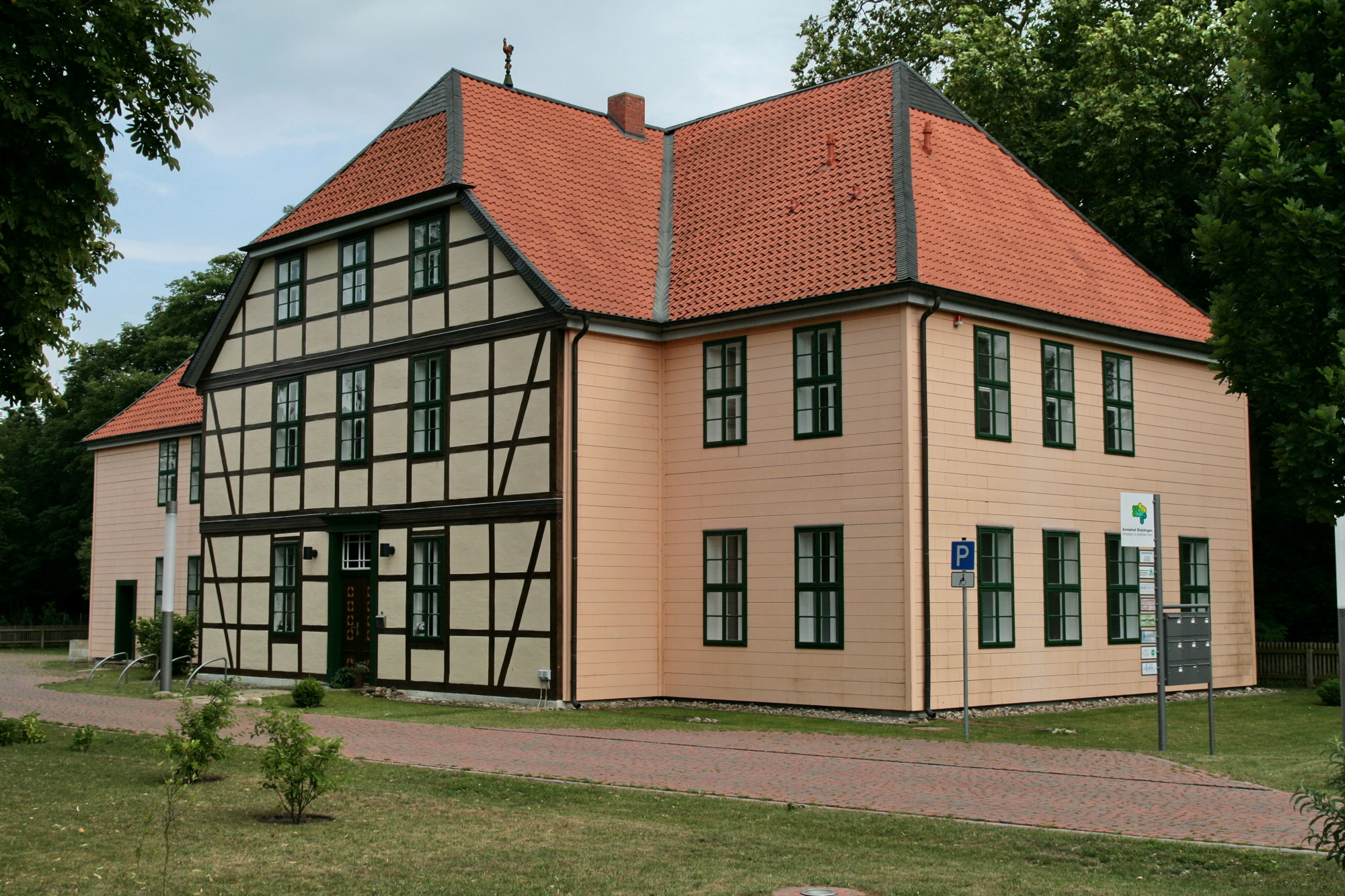
Das Amtshaus in Eicklingen

Das Amt Eicklingen war ein historisches Verwaltungsgebiet des Fürstentums Lüneburg bzw. des Königreichs Hannover.

## Geschichte
Die Amtsvogtei Eicklingen, beiderseits der Fuhse südöstlich von Celle gelegen, ging aus der früheren Amtsvogtei Flottwedel hervor. Sie war alte Pertinenz des Welfenhauses und umfasste die Kirchspiele Müden, Bröckel und Nienhagen. Nach der Reformation wurde ihr auch die Verwaltung der Propsteigüter des Klosters Wienhausen übertragen. 1852 wurde die Amtsvogtei in ein Amt umgewandelt. 1859 wurde das Amt aufgehoben und ging teilweise im Amt Celle, teilweise im Amt Meinersen auf. Sitz des Amtmanns war der Amtshof in Eicklingen.

## Amtmänner
- 1743–1754: Martin August Stock (1712–1790), Amtsschreiber
- 1818–1823: Carl August Wilhelm Detlev von Lehsten, Drost
- 1824–1827: vakant
- 1827–1839: Carl Wilhelm August Heinrich von Honstedt, Drost
- 1840–1858: Friedrich Georg Ludewig Grote zu Wienhausen, Amtmann, ab 1853 Oberamtmann